# Ценз
Ценз (лат. census от censeo «делаю опись, перепись») — периодическая перепись граждан с оценкой их имущества, проводившаяся цензором с целью разделения их на социально-политические, военные и податные разряды в Древнем Риме. 
Современное значение может обозначать какие-либо ограничительные условия, а именно:
- цензовое командование;
- избирательный ценз — установленное законом условие, ограничивающее допущение лица к осуществлению избирательных прав;
- ценз пола — законодательное ограничение избирательного права (активного или пассивного) по признаку пола;
- возрастной ценз — возрастное ограничение на занятие определенной должности или вид деятельности;
- имущественный ценз — ограничение в правах людей, имущество (или доход) которых меньше некоторой определённой величины;
- образовательный ценз — ограничение активного или пассивного избирательного права или возможности занятия должности с требованием определённого уровня образования.